# Casal Lambda
Casal Lambda es un centro cultural de Barcelona que tiene como objetivo la normalización del colectivo LGBT. Fue fundado por Armand de Fluvià y Escorsa en 1976 bajo el nombre Institut Lambda, como parte del Frente de Liberación Gay de Cataluña (FAGC). Fue el primer centro LGTB de todo el estado español. El objetivo principal del Casal Lambda es la normalización social de la homosexualidad, y ofrece servicios dirigidos tanto al público LGBT como a un público de carácter más general. Ofrece información y sensibilización destinadas a toda la sociedad: instituciones públicas, partidos políticos, enseñanza y cualquier entidad interesada.

## Contexto histórico
Debido a las decenas de represión ejercida por las instituciones franquistas y una sociedad machista, solo era posible tener reuniones clandestinas y discretas. Debido a una época destinada a la reconstrucción, y la falta de iniciativas sociales de ese tipo, se vio la necesidad de tener un grupo como el FAGC, y contar con un espacio de encuentro y orientación para personas homosexuales, gays y lesbianas, así como un centro de información y documentación sobre sexualidad.
En 2016 celebró sus 40 años con una exposición conmemorativa en el Instituto Francés. En septiembre del mismo año cambió la ubicación de su sede y se situó en la estación de Francia. Durante el 2014 el Casal Lambda organizó una serie de debates sobre el colectivo LGBT bajo el título Los 40 espejos.

## Actividades
En la revista Lambda, una de las publicaciones españolas dedicadas al colectivo LGBT+ desde enero de 1978, se difunden y da publicidad a las actividades del Casal Lambda. La revista y su contenido responden a una forma de entender la vida y las relaciones entre las personas centrándose en la igualdad de derechos de personas sin importar su orientación sexual.
La entidad organiza diversas actividades y gestiona espacios, como por ejemplo el Centro de Documentación, abierto a todo el público, que contiene un fondo documental extensivo de temática homosexual, una biblioteca, una videoteca y hemeroteca, con publicaciones de todo el mundo y un archivo histórico del movimiento gay y lésbico. También organiza Fire!! Muestra Internacional de Cine Gay y Lésbico, el primer festival de cine de temática LGTB de España, celebrado anualmente en Barcelona. Tiene lugar a principios de julio, y proyecta una selección de largometrajes, documentales y cortometrajes LGTB. El nombre del festival es un homenaje a la revista neoyorquina homónima de finales de los años veinte, FIRE!!, dirigida por el escritor negro y homosexual Richard Bruce Nugent, retratado en Brother to Brother, una de las películas más emblemáticas proyectadas por el festival. Además, también destaca la convocatoria de los premios Lambda, otorgados a obras de arte de temática LGBT en las categorías de fotografía, cómics, poesía y cuentos.

## Fondo bibliográfico
En 2007 la biblioteca del Archivo Nacional de Cataluña (ANC) elaboró el catálogo del fondo bibliográfico Moviment Gai de Armand de Fluvià y Escorsa. El contenido del archivo está compuesto por una biblioteca de unos 2000 libros de temática homosexual, y un fondo documental con documentos originales desde los años de clandestinidad, y del inicio del Casal Lambda y del Frente de Liberación Gay de Catalunya.